# Масол Людмила Михайлівна
Людми́ла Миха́йлівна Масо́л (нар. 10 березня 1953 року, Чернігів, УРСР, СРСР) — педагог, кандидат педагогічних наук, провідний науковий співробітник лабораторії естетичного виховання Інституту проблем виховання АПН України. Авторка підручників для початкової, середньої та старшої школи з (образотворчого, музичного) мистецтва.

## Біографія
Народилася 10 березня 1953 року в Чернігові в родині вчителів. Батько — М. С. Чупри́на, кандидат історичних наук, багато років був директором Чернігівського Інституту удосконалення кваліфікації вчителів, потім тривалий час працював у Чернігівському педагогічному інституті ім. Т. Г. Шевченка. Мати — К. С. Чупри́на 32 роки викладала математичні дисципліни у цьому ж самому інституті.
Закінчила з відзнакою Чернігівське музичне училище, потім — фортепіанний факультет Київської консерваторії імені П. І. Чайковського. Після отримання диплома з кваліфікацією «викладач, концертмейстер, соліст камерного ансамблю» з 1977 року розпочала професійну діяльність на музично-педагогічному факультеті Київського педагогічного інституту.
З 1983 по 1986 рік навчалася в аспірантурі при НДІ педагогіки УРСР, після закінчення якої захистила кандидатську дисертацію на тему «Педагогічні ідеї А. Г. Рубінштейна».
У 1996 році була призначена Колегією МОН України головним редактором всеукраїнського науково-методичного журналу «Мистецтво та освіта» (була ним до 2015 року).
З 1993 року, працюючи в Інституті педагогіки АПН України, очолює лабораторію естетичного виховання, яка згодом була переведена до Інституту проблем виховання АПН України. За результатами порівняльного аналізу наукових здобутків усіх підрозділів Інституту проблем виховання АПН України за 5 років його існування у 2001 році лабораторія естетичного виховання посіла перше місце.
Одружена, має сина та доньку.

## Наукова робота
Основні напрями наукової діяльності: естетичне виховання, зміст загальної мистецької освіти, навчання музики та музичне виховання, викладання художньої культури в школі, художнє краєзнавство, медіакультура.
Результатом багаторічних досліджень стала розробка концепції художньо-естетичного виховання, розглянута і схвалена Президією АПН України (у травні 2001) та опублікована в «Педагогічній газеті» (у грудні 2001) та газеті «Шкільний світ» (у лютому 2002). Досягненням в розвитку теорії змісту навчання мистецтв стала розробка міжвідомчою робочою групою фахівців під керівництвом М. Л. Масол державних стандартів загальної середньої освіти в галузі «Естетична культура (Мистецтво)».
Також важливим дидактичним доробком є розроблена 12-бальна система оцінювання навчальних досягнень учнів з предметів художньо-естетичного циклу (музика, візуальне мистецтво, театральне та екранні види мистецтва, хореографія, інтегровані курси «Мистецтво» та «Художня культура»), за активною участю Масол Л. М..

## Нагороди
За сумлінну працю Л. М. Масол неодноразово нагороджена Почесними грамотами Академії педагогічних наук України, Науково-дослідного інституту педагогіки УРСР, Інституту проблем виховання АПН України; Відмінник освіти України.